# Oskar August
Oskar August (* 21. August 1911 in Dobrzyca; † 24. Juli 1985 in Elsterwerda) war ein deutscher Geograph und Historiker, der sich hauptsächlich mit Siedlungsgeographie befasste. Mit Otto Schlüter  war er an der Herausgabe des Mitteldeutschen Heimatatlasses und seiner Folgeauflagen maßgeblich beteiligt.

## Leben
1911 in Dobberschütz bei Posen geboren, wuchs er im thüringischen Nordhausen auf. Sein Abitur legte er im Jahre 1931 in Sondershausen ab. Anschließend studierte August von 1931 bis 1936 an der Universität Halle-Wittenberg Geographie, Geologie, Physik und Chemie und wirkte ab dem Jahre  1937 mit kriegsbedingten Unterbrechungen zunächst als Assistent am Geographischen Seminar der Universität Halle-Wittenberg. 1945 promovierte Oskar August mit der Schrift „Beiträge zur siedlungsgeographischen Erforschung der Dörfer Polleben, Volkstedt und Häbitz und ihrer Fluren im Mansfeldischen“. Womit er als Erster nachwies, dass die Lutherstadt Eisleben „eine landesherrliche Marktsiedlung ohne dazu gehörige Flur war“.
Er befasste sich vorrangig mit siedlungs- und flurgeographischen Forschungsarbeiten. Ab 1954 war er als wissenschaftlicher Mitarbeiter am Geographischen Institut der Universität Leipzig tätig und wurde 1960 als wissenschaftlicher Mitarbeiter am Institut für Vor- und Frühgeschichte der Akademie der Wissenschaften der DDR tätig. Im Ruhestand widmete er sich Untersuchungen zur Entwicklung der Siedlungen in Merseburg, Elsterwerda und in der Niederlausitz.

## Werk
Oskar August war mit seinen Arbeiten maßgeblich an der Herausgabe des „Mitteldeutschen Heimatatlasses“ beteiligt, der ab Ende der 1930er Jahre in zahlreichen Auflagen erschien, und war auch an späteren Nachbearbeitungen dieses umfangreichen Werks beteiligt.
- Beiträge zur siedlungsgeographischen Erforschung der Dörfer Polleben, Volkstedt und Häbitz und ihrer Fluren im Mansfeldischen (1945, Hochschulschrift)
- Tilleda / Teil 1: Die Hauptburg (1968)
- Atlas des Saale- und mittleren Elbegebietes, 3 Bände